# Rathaus Charlottenburg
Das Rathaus Charlottenburg befindet sich in der Otto-Suhr-Allee 100 des Berliner Bezirks Charlottenburg-Wilmersdorf. Es wurde als bürgerlicher Monumentalbau in den Jahren 1899–1905 in der damaligen preußischen Großstadt Charlottenburg erbaut. Der Gebäudekomplex befindet sich in unmittelbarer Nähe des Richard-Wagner-Platzes.

## Geschichte und Architektur

### Überblick
Im Laufe seiner mehr als 200-jährigen Geschichte wurde das Rathaus mehrmals neu-, aus- und umgebaut. Auch wurde der Standort gewechselt, sodass es sich genau genommen um drei verschiedene Gebäude der Charlottenburger Stadtverwaltung handelt.

### Erstes Charlottenburger Rathaus

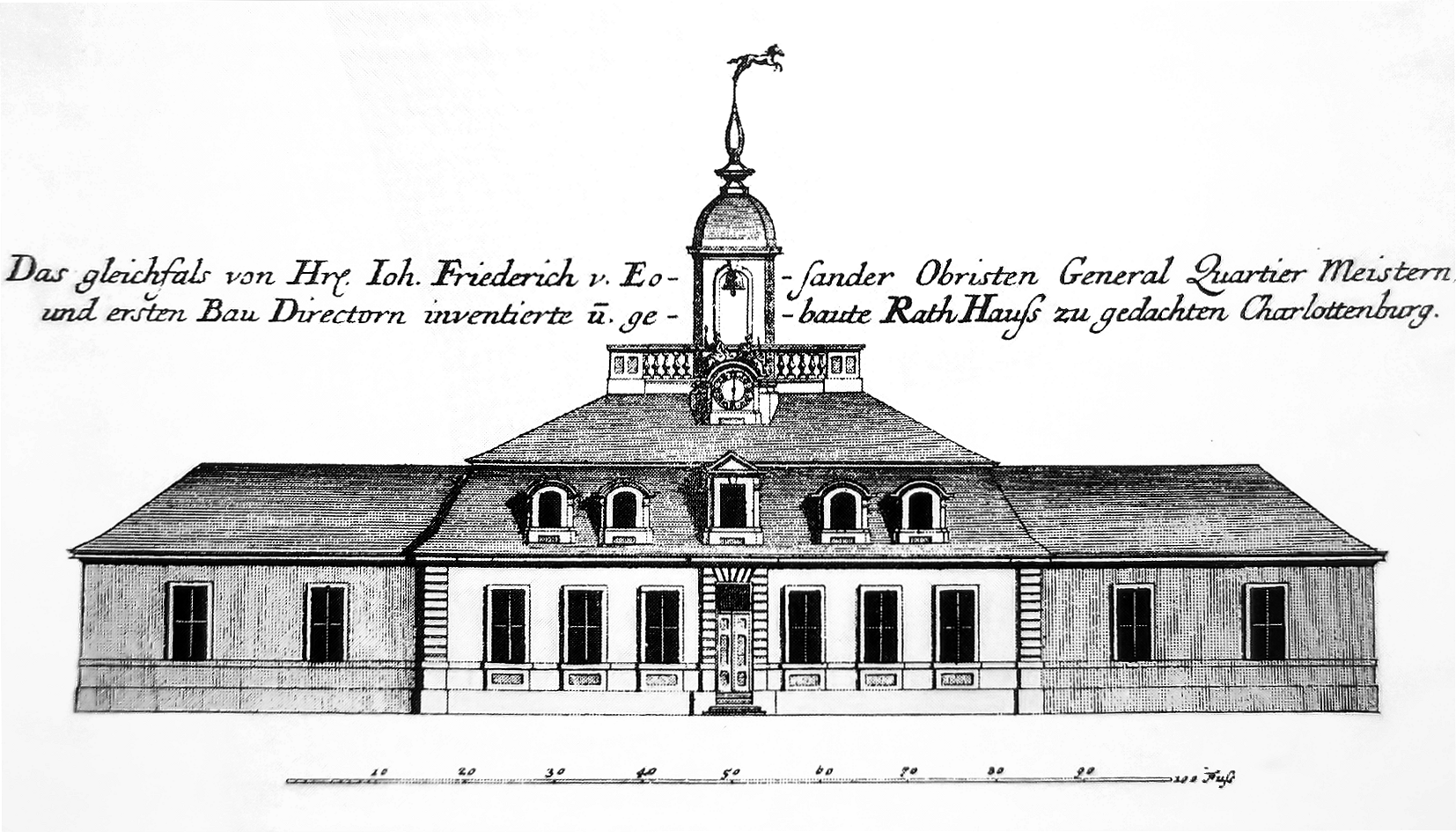
Erstes Rathaus, um 1705

Im Jahr 1705, wenige Wochen nachdem Charlottenburg das Stadtrecht verliehen worden war, weihte die Stadtverwaltung das Stadtpalais des Hofbeamten Marquis François d’Ausson de Villarnoux in der Schloßstraße gegenüber dem Schloss Charlottenburg als Rathaus ein. Das Haus war 1702 nach Plänen und unter Leitung des Baumeisters Johann Eosander von Göthe erbaut worden, der auch am Bau des Schlosses Charlottenburg beteiligt war. Friedrich I. zahlte 8500 Taler für den Erwerb des Gebäudes. Das Rathaus musste viele Funktionen erfüllen; zunächst waren auch das Gericht, die Polizei und ein kleines Gefängnis dort untergebracht. In einem Anbau, einem ehemaligen Pferdestall, wurde die Dorfkirche eingerichtet. Der erst 1707 hinzugefügte Turm diente gleichzeitig als Kirch- und Rathausturm.
Die Siedlung der Hofbediensteten entlang der Schloßstraße beherbergte etwa 100 Einwohner. Der Magistrat bestand zunächst aus Mitgliedern der königlichen Familie und hohen Hofbeamten, wobei der König gleichzeitig Bürgermeister war. Mitte des 19. Jahrhunderts betrug die Einwohnerzahl Charlottenburgs schon 20.000 Bürger. Obwohl der Verwaltungsbau erweitert wurde, kam es aufgrund des explosionsartigen Bevölkerungswachstums in Charlottenburg in den folgenden Jahren schon bald wieder zu Engpässen. Mit dem Bevölkerungswachstum musste auch die Größe der Stadtverwaltung Schritt halten und benötigte dafür mehr und weitere Räumlichkeiten. Aus Platzmangel und wegen des schlechten Zustands von Teilen des ehemaligen Palais wurde 1857 der Umzug in ein neues Gebäude beschlossen. Auch wegen der ostwärts, in Richtung Berlin, zunehmenden Ausweitung der Stadt schien ein zentraler Ort für das Rathaus attraktiver. Im Jahr 1881 wurde das erste Rathaus schließlich abgerissen. Nach der Einweihung des neuen Rathauses dienten Teile des Gebäudes als Schule, Obdachlosenasyl und Volksküche.

### Zweites Charlottenburger Rathaus

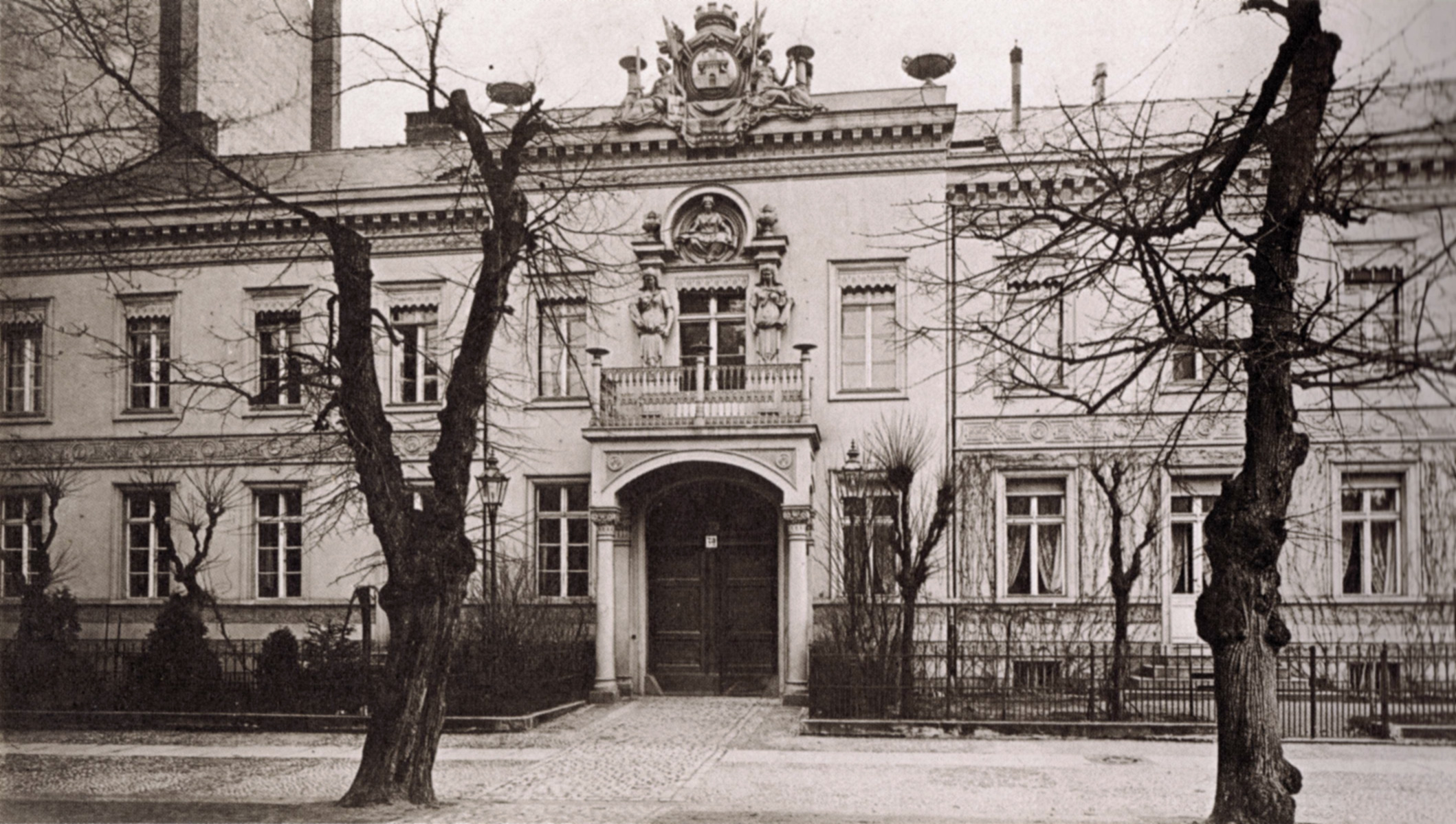
Zweites Rathaus von Charlottenburg, um 1885

Im Jahr 1857 kaufte die Stadt das Palais des Oberhofstallmeisters Encke samt Grundstück für 19.300 Taler. Es war 1791 für den Königlichen Oberstallmeister in der Berliner Straße 25 (später: Nr. 73, seit 1958 Otto-Suhr-Allee 96–98) erbaut worden. Im März 1902 fanden Bauarbeiter den Grundstein dieses Gebäudes, welcher aus einem viereckigen Sandstein bestand, in dem in einer Vertiefung eine Bleiplatte angebracht war. Sie trug folgende Inschrift:

„GElegt von Henergete Encken, Gebohrne Holtzen, Erbauet von der Genade des Königs Wilhelm Des Viel Gelibden für Dessen Stalmeister Enckens Künder Gebauet zu Charlottenburg Den 26. May 1791.“

Der Ausbau zum Geschäftshaus der städtischen Verwaltung kostete 8.000 Taler, wovon der Prinzregent im Jahr 1859 die Hälfte beisteuerte. Am 5. Dezember 1860 fanden die feierliche Einweihung und der Beginn des Geschäftsbetriebes statt.
Im Jahr 1887 erwarb die Stadt Charlottenburg für 16.000 Mark (kaufkraftbereinigt in heutiger Währung: rund 140.000 Euro) in der Berliner Straße 72 für einen Mietzins von 6.400 Mark ein Grundstück neben dem zweiten Rathaus mit kleinen renovierungsbedürftigen Gebäuden. Im Souterrain wurde das Polizeigefängnis eingerichtet. Der Bau umfasste zu diesem Zeitpunkt 17 Zimmer für die königliche Polizeidirektion und sieben Räume für die Stadtverwaltung. Von 1871 bis 1910 wuchs die Bevölkerung Charlottenburgs von knapp 20.000 Einwohnern auf rund 183.000 Einwohner. Das neue Verwaltungsgebäude sollte gegenüber den recht bescheidenen Vorgängerbauten auch das Selbstbewusstsein des Charlottenburger Bürgertums widerspiegeln. Für den Bau des dritten Rathauses wurde das zweite Rathaus samt Nebengebäuden um 1900 abgerissen.

### Drittes Charlottenburger Rathaus

#### Baugeschichte

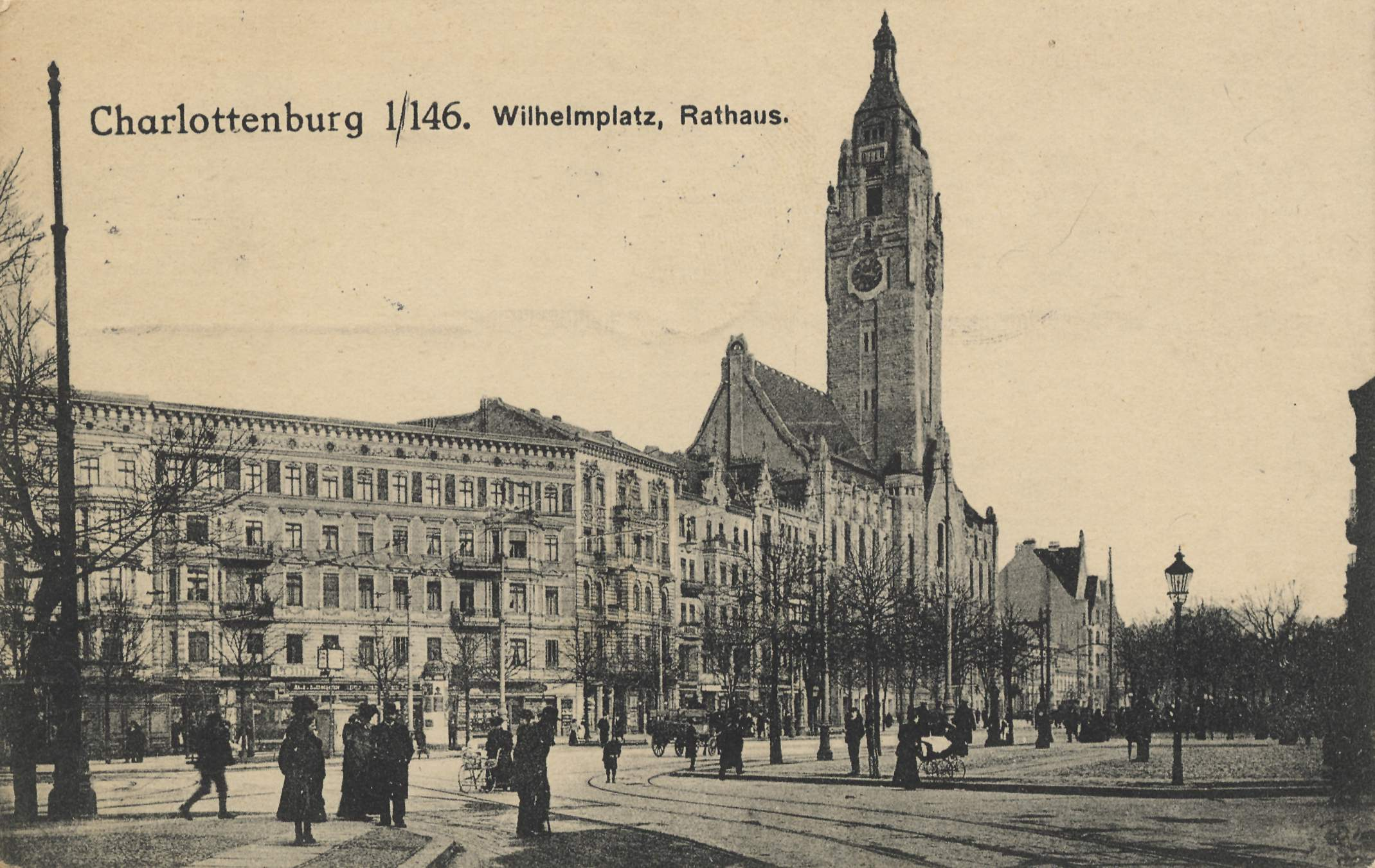
Ansicht des Rathauses im Jahr 1903, noch ohne Anbau

Im Jahr 1893 wies Charlottenburg 100.000 Einwohner auf und erreichte damit den Status einer Großstadt. Anfang des 20. Jahrhunderts war die Zahl auf etwa 182.000 Bürger angewachsen, was abermals ein größeres Rathaus notwendig machte.
Nach Ausschreibung eines Architektenwettbewerbs wurde zwischen 1899 und 1905 der neue repräsentative Monumentalbau mit diversen Empfangsräumen, Sitzungs- und Festsälen nach Plänen der Architektengemeinschaft Heinrich Reinhardt und Georg Süßenguth errichtet. Allein der Sitzungssaal kostete 100.000 Mark, der Magistrats-Sitzungssaal 25.200 Mark. Der Rathausturm überragte mit einer Höhe von 88 Metern die Kuppel des Schlosses Charlottenburg deutlich. Die Hauptfassade an der Berliner Straße, der heutigen Otto-Suhr-Allee, hatte eine Ausdehnung von 70 Metern und wurde mit Stilelementen des Historismus gestaltet; das Gitter des Hauptportals weist Formen des Jugendstils auf. Die Seitenflügel im Westen und Osten waren jeweils 133 Meter lang. Die Kosten für den Bau betrugen 4,147 Millionen Mark (kaufkraftbereinigt in heutiger Währung: rund 32,05 Millionen Euro). Das neue Rathaus wurde am 20. Mai 1905 zur 200-Jahr-Feier Charlottenburgs eingeweiht.
Zusätzlich zu den aufwendigen Stuckarbeiten, Vertäfelungen, Steinschleifarbeiten und Wandschmuck waren im gesamten Rathaus Sinnsprüche zur erfolgreichen Lebensführung angebracht.
Ein Erweiterungsbau, geplant und durchgeführt von Heinrich Seeling, wurde 1911 angefangen und 1916 eingeweiht. Hierbei wurde das bis dahin weitgehend symmetrische Gebäude nach Osten erweitert. Die Fassade östlich vom Eingang an der Berliner Straße wurde um zwei Fensterbreiten, um einen Eingang (heute: Stadtbibliothek) und eine niedrigere Fassade verlängert. Dadurch ging die ursprüngliche, bis auf die Fassadenfiguren ungebrochene, Symmetrie der Süd-Fassade verloren. Die Außen- und Innengestaltung entstand unter künstlerischer Beratung von Josef Reuters und Erich Threde.
Im Rathaus wurde 1921/22 eine Gedächtnishalle für die Toten vorangegangener Kriege eingerichtet.
Im Zweiten Weltkrieg wurden das Rathaus und die nähere Umgebung bei zwei alliierten Luftangriffen im Juni und November 1943 schwer beschädigt, 1945 traf es auch die letzten intakten Gebäudeteile. 50 Prozent der Bausubstanz waren zerstört und 80 Prozent unbenutzbar. Der behelfsmäßige Aufbau begann gleich darauf, sodass Ende Mai 1945 ein kleiner Teil des Gebäudes wieder in Betrieb genommen werden konnte. Die allegorischen Figuren gingen nach dem Wiederaufbau jedoch verloren. Die Instandsetzung der Büroräume und Sitzungssäle erfolgte unter Verantwortung des Architekten Hans Günther und war Ende 1952 abgeschlossen.
Der vollständige Wiederaufbau zog sich bis in die 1960er Jahre hin. Hierbei wurden auch einige Strukturen an der Fassade, Änderungen der Aufteilung der Sitzungssäle und Ähnliches vorgenommen. Die Baukosten beliefen sich auf rund 5,1 Millionen Mark. Auch in den folgenden Jahrzehnten wurde immer wieder Teile des Monumentalbaus erneuert: so wurde die Dacheindeckung mit Biberschwänzen im Jahr 1988 komplett durch holländische Pfannen ersetzt.

#### Architekturdetails

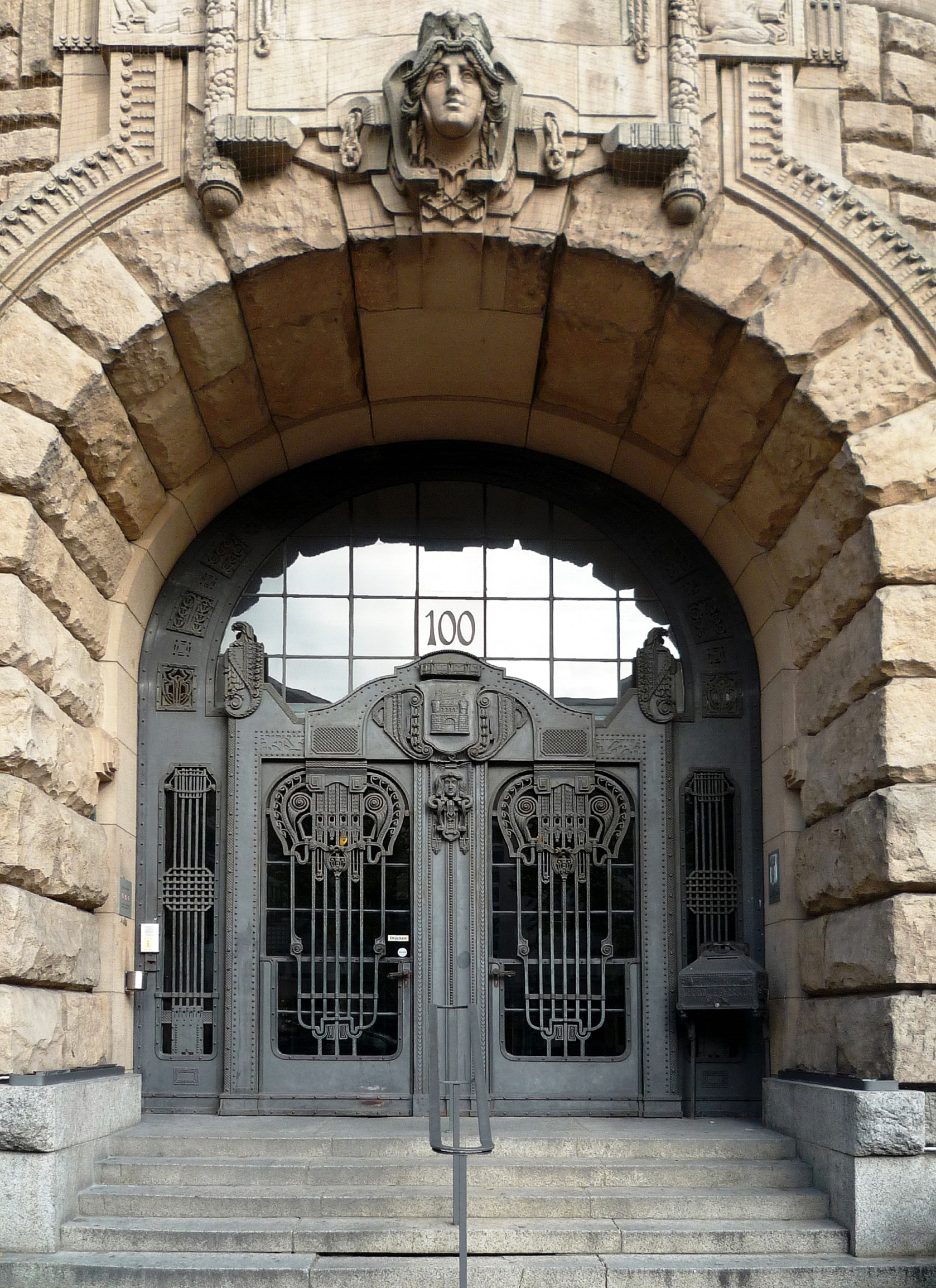
Hauptportal, 2011

Grundriss des 1905 eingeweihten Rathauses mit Erweiterungen

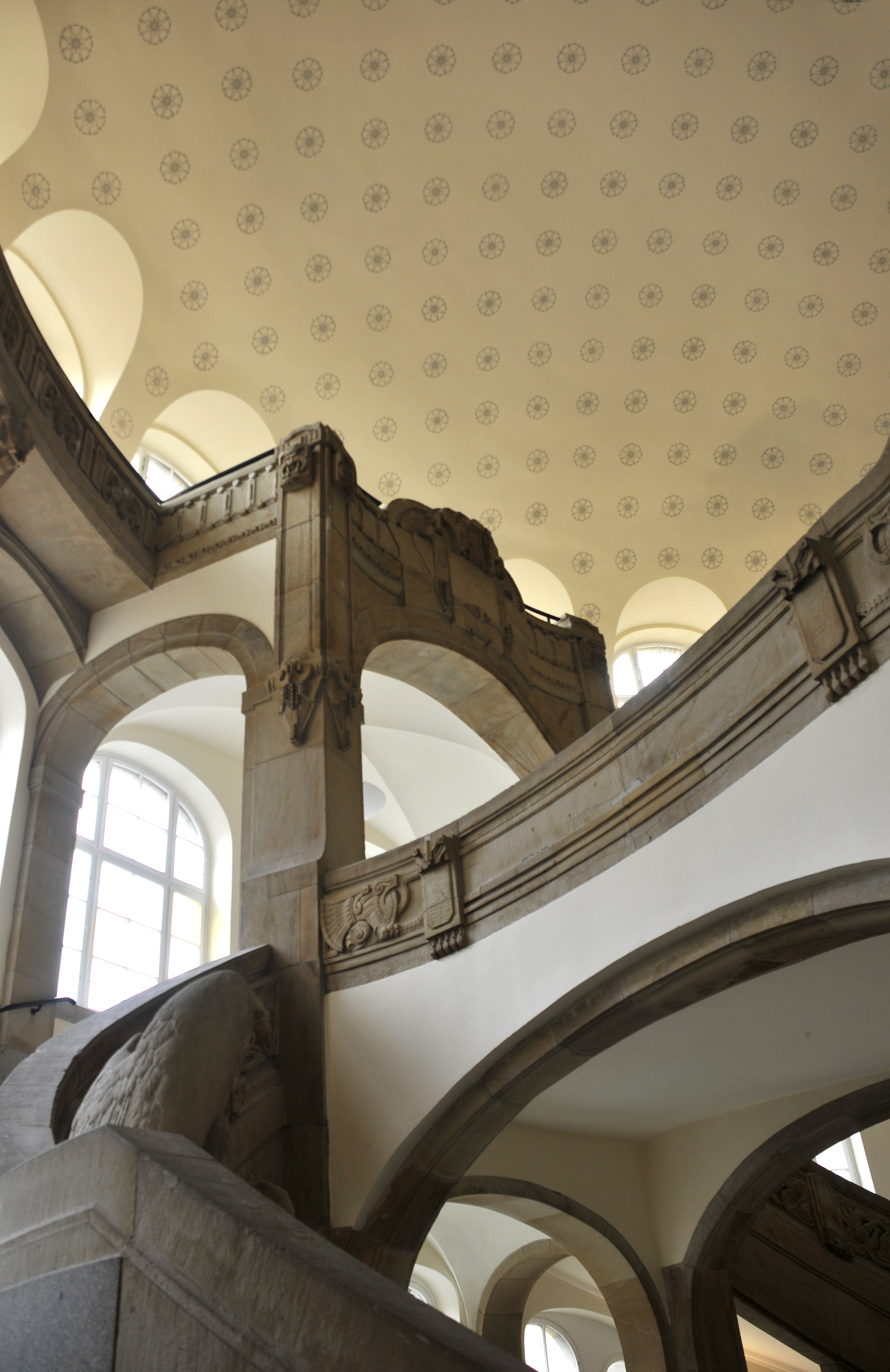
Innenraum und Stiegenaufgang

Der Basisbau des Rathauses besteht aus fünf Flügeln und weist einen trapezförmigen Grundriss auf. Im Erdgeschossbereich dominiert die Rustika die Fassade. An der gesamten Straßenfront befinden sich zahlreiche Schmuckelemente wie Ornamente und Figurenschmuck im Jugendstil. Die reiche Verzierung war eine Vorgabe der damaligen Stadtverwaltung und des preußischen Königs: sie sollte sich in ihrer Opulenz an mittelalterlichen Rathäusern orientieren, zugleich aber in seiner Fülle das bürgerliche Selbstbewusstsein dieser Zeit widerspiegeln.
Das Erdgeschoss weist hohe zweigeteilte Rundbogenfenster auf, in Kämpferhöhe befinden sich Reliefs von Hermann Giesecke. In der zweiten Etage kennzeichnen die schmalen hohen Fenster die Lage der ehemaligen Festsäle. Über der Fensterreihe ist ein Fries aus Wappenkartuschen und allegorischen Figuren ausgeführt, für den die Künstler Johannes Götz, Josef Drischler, Wilhelm Haverkamp und Heinrich Günther Entwürfe geliefert hatten.
Das Eingangsportal im Mittelrisalit ist mit einem schmiedeeisernen Schmuckgitter von A. M. Krause versehen. Darüber erhebt sich die geschwungene Loggia des früheren Oberbürgermeisterzimmers, neben der die allegorischen Figuren der Weisheit und der Gerechtigkeit des Bildhauers August Vogel angebracht sind. Der Risalit wird mit einem Dreiecksgiebel abgeschlossen, in dem ein von Ernst Westpfahl gestaltetes Relief mit den Darstellungen der Stadtwappen, der Pallas Athene, einem Gebäuderelief und Symbolen des preußischen Königshauses eingearbeitet sind.
Der hohe Rathausturm mit einem viereckigen Grundriss wurde bereits in der ersten Bauausführung gegenüber den Planungen der Architekten vereinfacht ausgeführt. Er ist mit einer Laterne bekrönt.

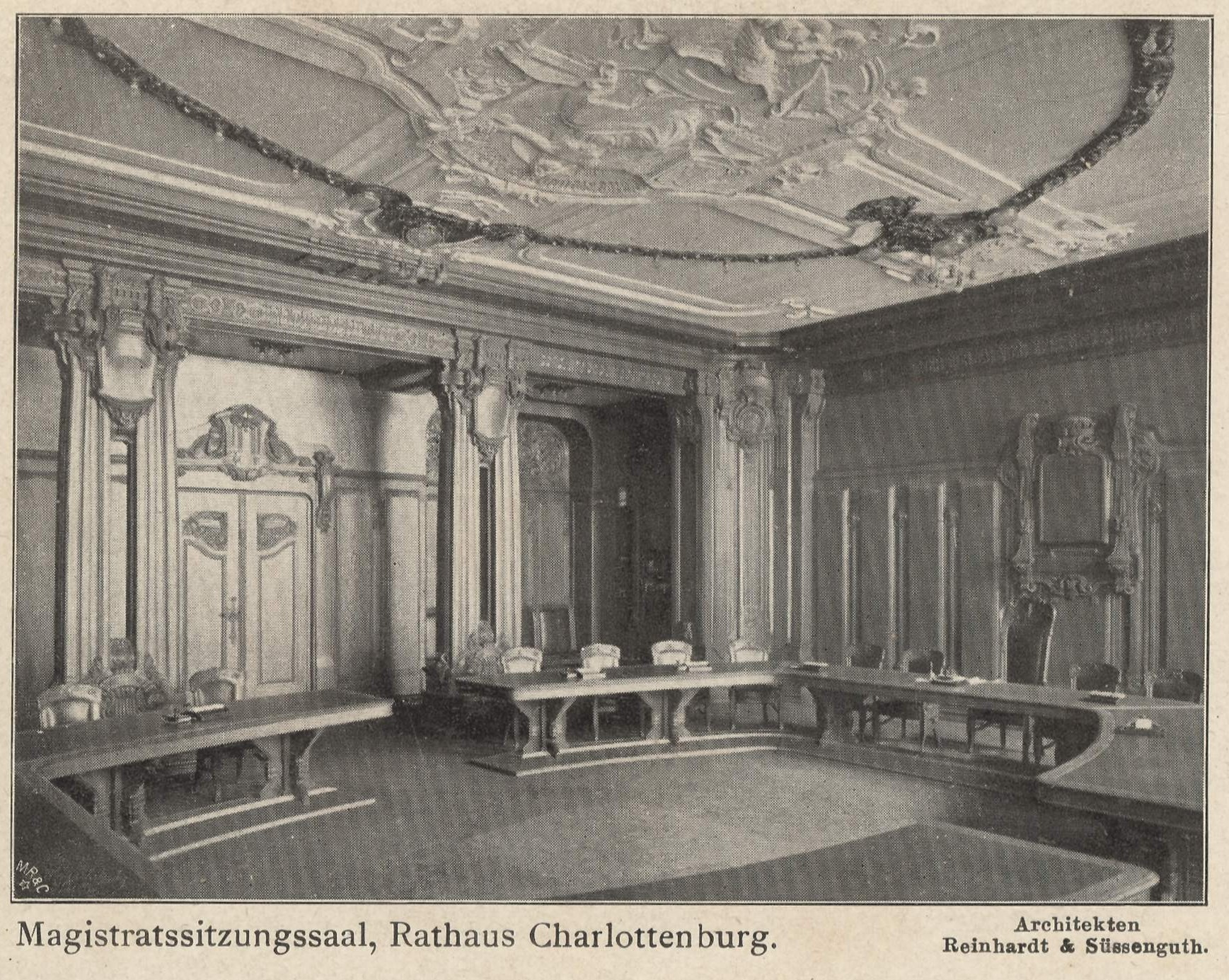
Magistratssitzungssaal, 1905

Der große Sitzungssaal in der zweiten Etage des Quergebäudes vom Rathaus wurde am 8. Januar 1903 mit einer Ansprache des Bürgermeisters Schustehrus eingeweiht. Er besitzt zwei seitliche Vorzimmer und eine Zuschauertribüne. Er wurde mit figürlichen und floralen Darstellungen geschmückt. Außerdem fertigte der Bildhauer Otto Stichling zwei Marmorbüsten des Kaisers und der Kaiserin für diesen Saal.
Im übrigen Inneren wurde einfacher und billiger gebaut, als vom Magistrat gewünscht. Ursprüngliche Wand- und Deckenmalereien von Marno Keller gingen aber erst durch die Kriegszerstörungen verloren und wurden nicht erneuert. Der frühere Magistratssitzungssaal ist dagegen weitestgehend erhalten.
Das Haupttreppenhaus im narrativen Charakter entstand nach Entwürfen von Giesecke und Gotthold Riegelmann, das westliche Treppenhaus von Westphal. Das Haupttreppenhaus weitet sich in der ersten Etage zu einer großzügigen Halle. Frühere Bleifenster, die das Bildprogramm fortsetzten, sind nicht mehr erhalten.
Der Erweiterungsbau zeigt selbstständig einen Mittelrisalit, von zwei Pilastern flankiert. Über dem etwas kleineren Rundbogenportal befindet sich ein erkerartiger Vorbau. Über dem Vorbau erstrecken sich zwei hohe Fensterreihen übereinander, abgeschlossen von einem Figurenfries zum Thema Das Wirken städtischer Fürsorge nach Vorlage von Vogel. Im Inneren hinter dem Portal, das den Spruch „Unablässige Arbeit überwindet Alles“ trägt, erwartet den Besucher ein tonnengewölbter Vorraum mit einem Wandbrunnen von Bernhard Butzke. Die frühere Sparkassenhalle wurde zur Bibliothek umgebaut, die mit Terrakottaschmuck von Hinrichsen & Ludwig Isenbeck versehen ist.
Die Kriegsgedächtnishalle des Rathauses in der ersten Etage ist mit Allegorien der acht Tugenden in getöntem Gips von Hans Perathoner 1921/1922 ausgestattet. Der Glasmaler Rudolf Linnemann entwarf zahlreiche Glasfenster und führte diese aus. Die romanisierenden Säulen stammen vom Bildhauer Max Krause. Die Halle ist weitgehend in Originalausstattung erhalten.
Die Fassade des Erweiterungsbaus besteht aus Kalksinter.

## Nutzung des Baukomplexes ab 2001
Nach der Zusammenlegung der bis zur Bezirksreform 2001 selbstständigen Bezirke Charlottenburg und Wilmersdorf zum neuen Bezirk Charlottenburg-Wilmersdorf wurden die Abteilungen des Bezirksamtes auf beide Altbezirke verteilt. In Charlottenburg befindet sich ein Bürgeramt, jedoch nicht im Rathaus, sondern (unter erheblichem Personalabbau) in der nahegelegenen Wilmersdorfer Straße in den Wilmersdorfer Arcaden. Die Sitzungsräume des Rathauses werden weiterhin für die politische Arbeit und kulturelle Veranstaltungen genutzt. Außerdem hat der Bezirksbürgermeister seinen Sitz in Charlottenburg. Im Erweiterungsbau ist die Bezirksbibliothek untergebracht. Die Bezirksverordnetenversammlung (BVV) tagte bis zum März 2013 regelmäßig im Rathaus Wilmersdorf. Nachdem der große Sitzungssaal im Rathaus Charlottenburg umgebaut worden war, zog die BVV im April 2013 hierher.

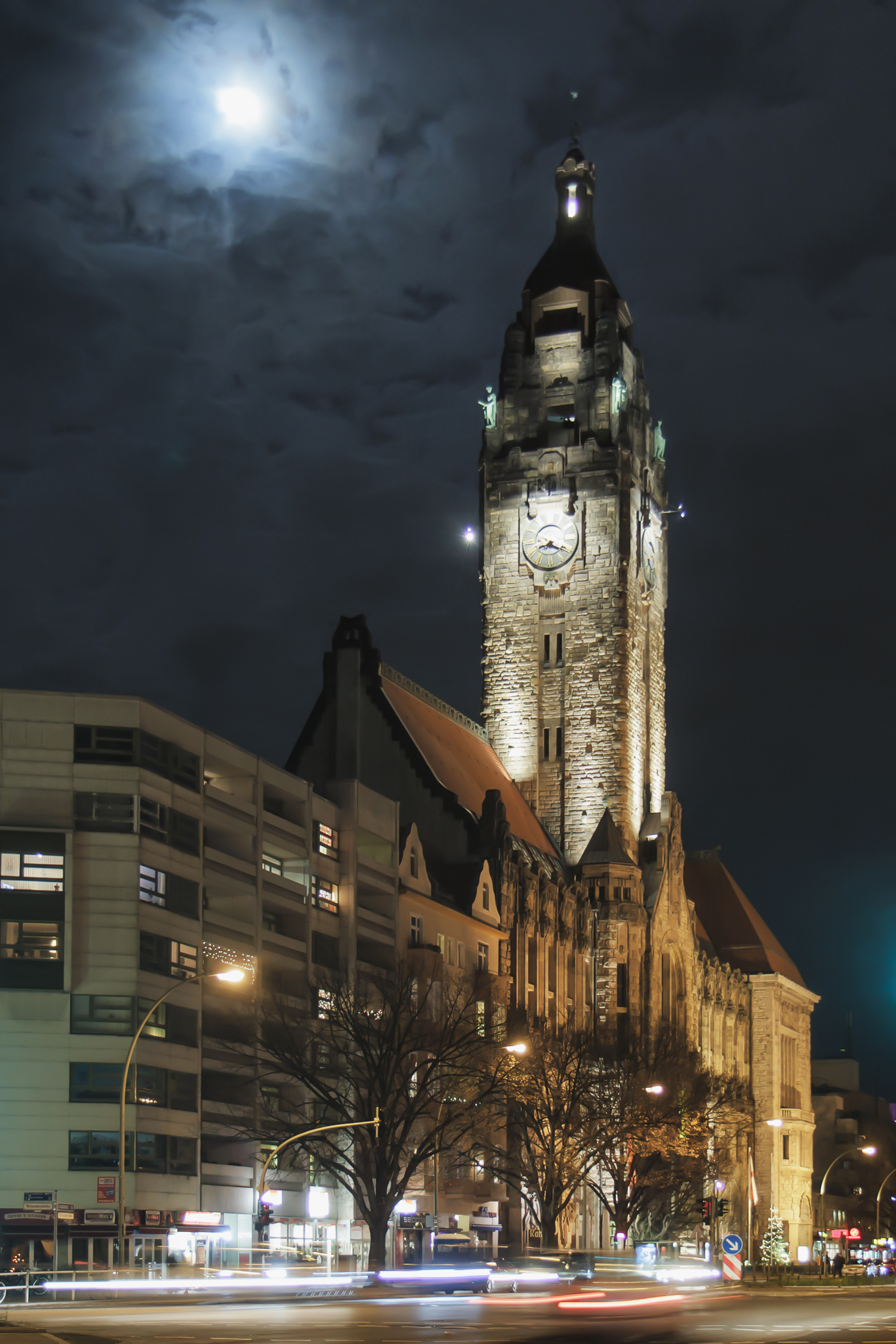
Nachtbeleuchtetes Rathaus, 2011

Im Herbst 2008 beteiligte sich das Rathaus Charlottenburg erstmals am Festival of Lights, anschließend wurde ein eigenes Beleuchtungskonzept entwickelt. Das Rathaus ist seither nachts beleuchtet.